# Brasserie Bofinger

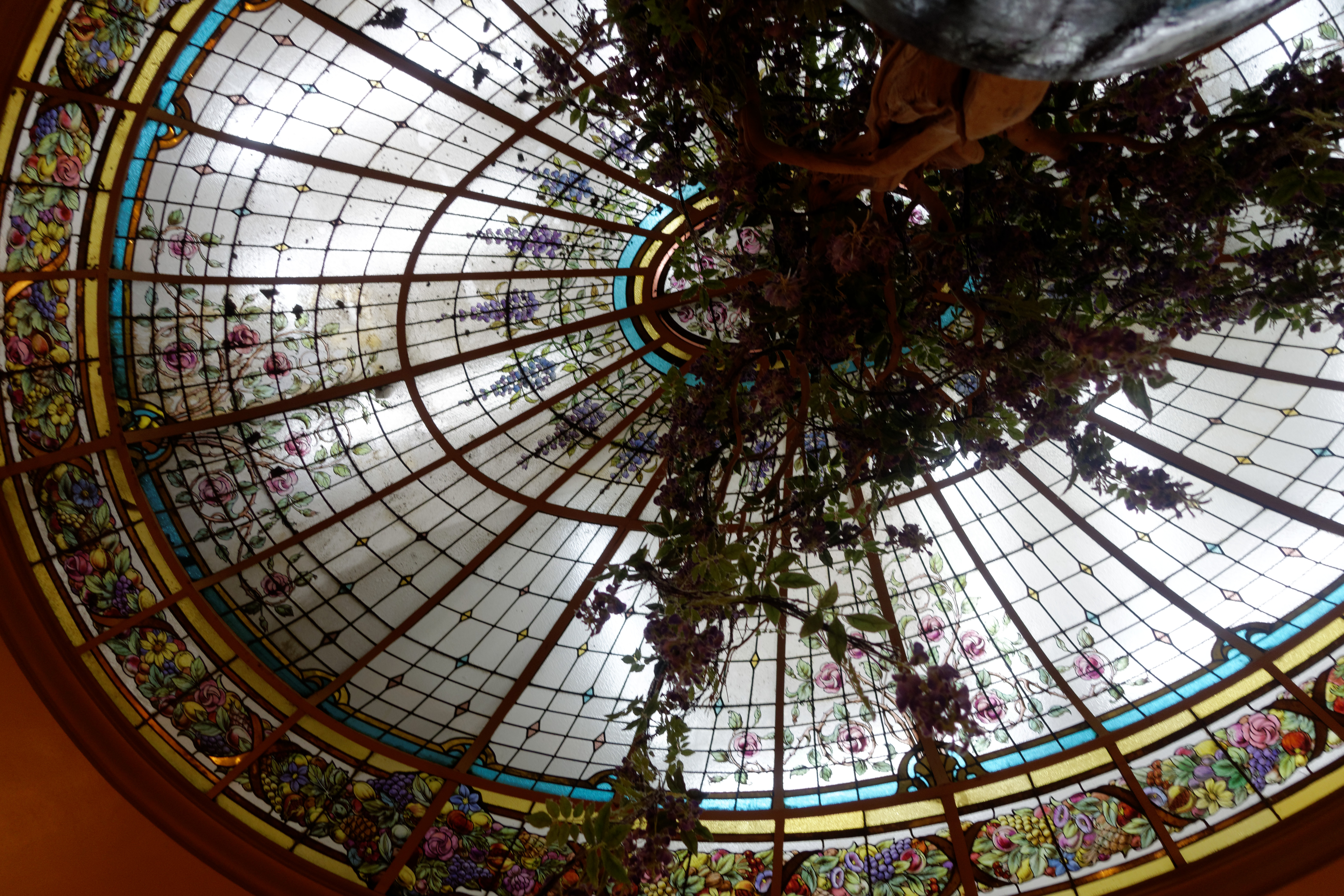

La brasserie Bofinger est une brasserie centenaire du quartier de la Bastille à Paris, située rue de la Bastille.

## Histoire
La brasserie Bofinger est fondée en 1864 par un Alsacien de Colmar, Frédéric Bofinger, qui ouvre d'abord en cet endroit, un petit bistrot puis progressivement achète les boutiques voisines. D'autres Alsaciens font alors connaitre la cuisine alsacienne après que leur région soit passée sous contrôle allemand lors de la guerre de 1870 : Floderer, Lipp, Zeyer, Jenny, Muller. En 1900, il réunit les différents pas de porte et fait de l'ensemble une brasserie, avant de prendre sa retraite en 1906. Son décor est rénové dans les années 1900, en particulier en 1910 et ne change quasiment pas pendant six décennies, mis à part l'agrandissement du début des années 1920. Albert Bruneau, gendre de Frédéric Bofinger, s'associe par la suite avec Louis Barraud. La brasserie est ainsi agrandie et redécorée dans un style Art nouveau entre 1919 et 1921 avec le recours à l'architecte Legay et le décorateur Mitgen.
Dans les années 1960, elle est déjà « la maison de quelques plats », dont la choucroute, restée familiale. En février 1967, ses patrons s'allient avec Lipp, La Coupole, la Lorraine, ou Le Procope, pour créer un comité des brasseries du « bon vieux temps », fidèles à la tradition, avec pour but de produire un documentaire sur leur rôle historique.
En 1968, c'est l'entrée au capital d'Éric de Rothschild et d'un restaurateur basque, Isidore Urtizverea, venu avec sa femme   Marie Andrée Vidal, "excellente cuisinière de maison bourgeoise", qui tient les fourneaux des "Caves du Square", un "amusant petit restaurant 1900", qui sert de la cuisine du Massif Central fréquenté par Joseph Kessel et Antoine Blondin, selon le magazine libéral Réalités et où opére jusqu'en 1967 la cuisinière Christiane Massia, qui fonde ensuite deux établissements, le "Restaurant du Marché" et "L'Aquitaine".
Le décor est rafraîchi, des travaux réalisés et la brasserie connue pour sa "choucroute Bofinger" avec son confit d'oie, ses harengs de la Baltique. Le lieu accueille à partir de cette époque une clientèle de personnalités parisiennes, une réussite qui "gêne et chagrine les envieux", observe Le Monde en janvier 1969. En 1978, elle perd sa référence au guide Kléber, comme le Calvet et Petit Riche.
Son gérant, arrivé à la soixantaine, a pris sa retraite au tournant des années 1980. Le 23 décembre 1981 une explosion détruit la brasserie, un attentat revendiqué par le groupe terroriste Action directe. Seuls des dégâts matériels sont à déplorer, tout comme pour les trois autres établissements visés le même jour, des symboles des fêtes de fin d'année: un concessionnaire de voitures Rolls-Royce, avenue Kléber, un magasin de jouets, avenue Mozart, dans le 16ème arrondissement, et un magasin de vêtements du 6ème arrondissement, à l'angle des rues de Rennes et du Four. Un communiqué revendique en déclarant: "Noël est l'apothéose, l'orgie de la marchandise (...) au festin des porcs nous serons toujours des trouble-fêtes".
Elle a par la suite été mise en vente en 1982. Un marchand de meubles souhaite l'acheter et transformer les lieux en entrepôts pour stocker un produit prenant de la place.
Un groupe de trois restaurateurs, Georges Alexandre, Jean-Claude Vigier et Michel Vidalenc, prend la décision de l'acquérir et la rénover, sauvant ainsi les lieux, qui seront classés par la suite. En 1984, Jean-Claude Menou, directeur des affaires culturelles de l'Île-de-France, annonce le classement de la brasserie.

## Galerie

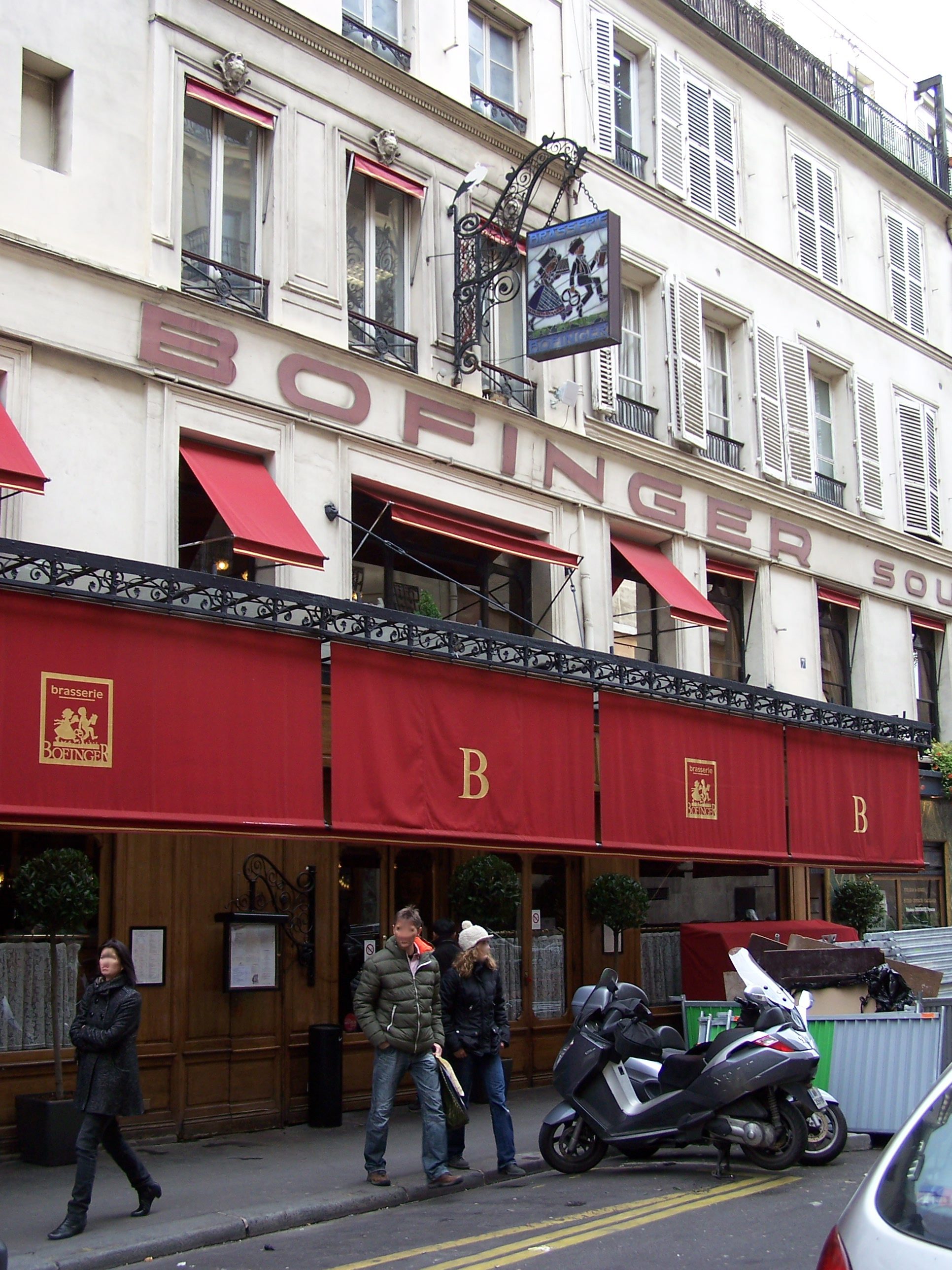
Brasserie Bofinger.